# قائمة تمارين الأثقال
هذه هي قائمة جزئية من التمارين التدريبية للوزن التي تنظمها مجموعة العضلات.

## نبذه عامة
| القرفصاء                     | نعم | نعم | نعم | نعم | نعم |     |     |     |     |     |     |     | بعض |  |  |
| ضغط الساق                    | نعم | بعض | بعض | نعم |     |     |     |     |     |     |     |     |     |  |  |
| الرئة                        | نعم | نعم |     | نعم | نعم |     |     |     |     |     |     |     |     |  |  |
| الضغط التمددي                | نعم | نعم |     | نعم |     |     |     |     |     |     |     |     |     |  |  |
| تمديد الساق                  | نعم |     |     |     |     |     |     |     |     |     |     |     |     |  |  |
| لف الساق                     |     | نعم |     |     |     |     |     |     |     |     |     |     |     |  |  |
| وقفة الصعود                  |     |     | نعم |     |     |     |     |     |     |     |     |     |     |  |  |
| وقفة التمدد                  |     |     | نعم |     |     |     |     |     |     |     |     |     |     |  |  |
| تقريب الردف                  |     |     |     |     | نعم |     |     |     |     |     |     |     |     |  |  |
| خطف الردف                    |     |     |     |     | نعم |     |     |     |     |     |     |     |     |  |  |
| مقعد الضغط                   |     |     |     |     |     |     | نعم |     | بعض | بعض |     |     |     |  |  |
| رفع الصدر                    |     |     |     |     |     |     | نعم |     | بعض | بعض |     | بعض |     |  |  |
| السحب لأسفل                  |     |     |     |     |     |     |     | نعم | بعض |     | بعض | بعض |     |  |  |
| السحب لأعلى                  |     |     |     |     |     | بعض |     | نعم | بعض |     | بعض | بعض |     |  |  |
| التقوس المتوالي              |     |     |     |     |     | بعض |     | نعم |     |     | بعض | بعض |     |  |  |
| الصف القائم                  |     |     |     |     |     | بعض |     |     | نعم | بعض | بعض | بعض |     |  |  |
| ضغط الكتف                    |     |     |     |     |     | بعض |     |     | نعم | بعض |     |     |     |  |  |
| رفع الكنف                    |     |     |     |     |     | بعض |     |     | نعم |     |     | بعض |     |  |  |
| الضغط لأسفل                  |     |     |     |     |     |     |     |     | نعم |     |     |     |     |  |  |
| تمديد عضلة اليد الأمامية     |     |     |     |     |     |     |     |     | نعم |     |     |     |     |  |  |
| لف العضلة الخلفية لليد       |     |     |     |     |     |     |     |     |     | نعم |     |     |     |  |  |
| الانسحاق أو التمدد بشكل رأسي |     |     |     |     |     |     |     |     |     |     |     | نعم |     |  |  |
| رفع الساق                    |     |     |     | نعم |     |     |     |     |     |     |     | نعم |     |  |  |
| توسيع الظهر                  |     |     |     | نعم |     |     |     |     |     |     |     |     | نعم |  |  |
| رفع الجسم                    | نعم | نعم |     |     |     |     |     |     |     |     |     | نعم | نعم |  |  |

## القسم السفلي من الجسم
معظم تمارين القسم السفلي من الجسم تنفذ مع آلات الوزن، وإن هناك اثنين من التدريبات للوزن الحر أو الخفيف-- للجلوس القرفصاء والاندفاع—التي تشكل فعالية للقسم السفلي من الجسم.

### الرباعية (أمام الساقين)

#### القرفصاء

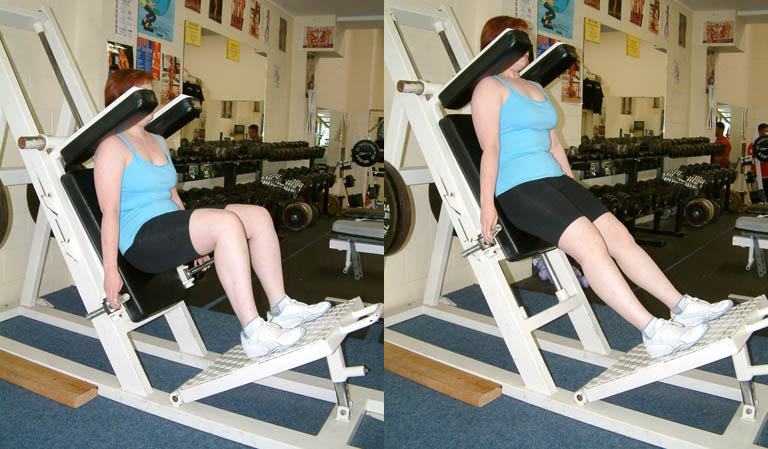
آلة القرفصاء

والقرفصاء تتم عن طريق القرفصاء إلى الأسفل ووضع الوزن الذي في الجزء الأعلى من الظهر إلى الخلف قليلا والوقوف مرة أخرى على التوالي. وممارسة هذا المركب من التمارين ينطوي أيضا على الأرداف، وإلى حد أقل، في أوتار الركبة والساقين وأسفل الظهر. أحزمة الرفع غالبا ما تستخدم للمساعدة في دعم أسفل الظهر. وقرفصاء الوزن الحر أو الخفيف عملية صعبة وغير مناسبة للمبتدئين، كما أن الغير مهيئين لهذه الحركات قد تسبب لهم إصابات خطيرة.
الأدوات المستخدمة
وزن الجسم، الحديد ،آلة سميث أو جهاز القرفصاء.
المتغيرات الرئيسية
الجبهة (الوزن عبر أعلى الصدر)؛ جلسة القرفصاء (النهوض من وضعية الجلوس، والعودة إلى وضعية الجلوس).

#### ضغط الأرجل
تتم في رياضة ضغط الأرجل التي تكون في أثناء الجلوس عن طريق دفع الوزن بعيدا عن الجسم والقدمين. وهو عبارة عن تمرين مركب ينطوي أيضا على تمارين الأرداف، وإلى حد أقل، في أوتار الركبة والتشعبات العضلية. زيادة الوزن المحمل على الآلة يمكن أن يؤدي إلى إصابات خطيرة إذا كانت هذه القرارات دون حسيب ولا رقيب تجاه المتدرب.
الأداة المستخدمة
آلة ضغط الساق.

#### الدفع في الهواء
الاندفاع يتم عن طريق وضع ساق واحدة أمام الأخرى ومن ثم ثنيها أمام الأخرى بنحو زاوية تسعين درجة، حتى يتسنى للركبة الساق لمس والعودة على أرض، في نفس الوقت تكون كل دمبل (حاملة الحديد اليدوية) محمولة في كل يد. هذا التمرين يستخدم نفس عضلات المستخدمة في القرفصاء ولكنها تتطلب أقل وزنا، كما ساق واحدة فقط وتمارس في الوقت نفسه.
الأداة المستخدمة
الدمبل (حاملة الحديد اليدوية).
البديل الرئيسي
دفع الحديد إلى الأمام (مسك الحديد عبر الرقبة من الخلف).

#### الانخفاض والنهوض (deadlift)

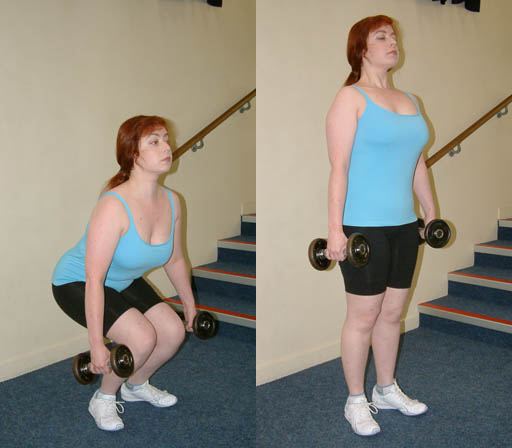
دمبل deadlift.

والانخفاض والنهوض (deadlift) تنم عن طريق النزول إلى أسفل أو شبه قرفصاء وخفض الوزن المحمول باليد قبالة الأرض مع وجود مسافة بينهما ثم الوقوف مرة أخرى على التوالي. يمكن السيطرة وجهه لأسفل أو المتعارضة مع وجهة لأسفل ويدا واحدة حتى، للحيلولة دون انخفاض. ولا يجب رفع الوجه لأعلى لان ذلك يضع الضغط الزائد على الأعضاء الداخلية. وممارسة هذا المركب من التمارين ينطوي أيضا على الأرداف، أسفل الظهر، لاتس، العنق، وإلى حد أقل، في أوتار الركبة والعضلات. وغالبا ما تستخدم أحزمة الرفع للمساعدة في دعم أسفل الظهر.
الأدوات المستخدمة
الدمبل، الحديد، الرفعة المميتة أو آلة سميث.
التغيرات الرئيسية
السومو (أوسع نطاقا لتأكيد موقف الفخذ من الداخل)؛ شد الأرجل (تشدد على أوتار الركبة)؛ استقامة الوقوف والقرفصاء للأرجل (تشدد على أسفل الظهر).

#### تمديد الساق

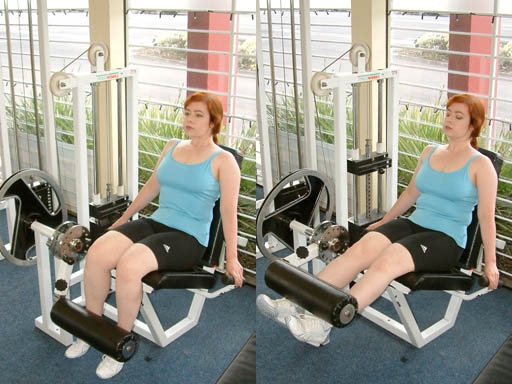
جهاز تمديد الساق.

لتمديد الساق أثناء الجلوس تتم عن طريق زيادة الوزن في الجهة المقابلة من الجسم مع القدمين. هو عبارة عن ممارسة لعضلات الفخذ على حده. بالإفراط يمكن أن يسبب الضرار في أوتار الرضفة.
الأدوات المستخدمة
الدمبل، آلة الكابل أو جهاز تمديد الساق.

### أوتار الركبة (القسم الخلفي من الساقين)

#### القسم الخلفي من الساق

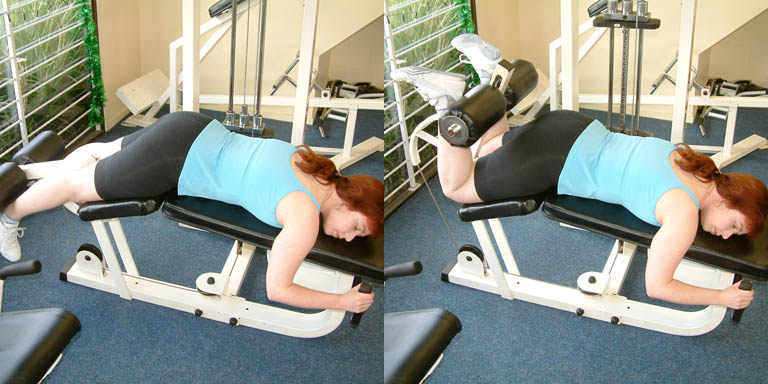
جهاز الساق.

لتمرين القسم الخلفي من عضلات الساق تنفذ مستلقيا على البطن على مقاعد البدلاء، وتكون من خلال زيادة وزن الآلة مع إحناء القدم نحو الأرداف. هذا هو ممارسة لأوتار على حده.
الأدوات
الدمبل، آلة كابل أو جهاز شد الساق.
التغيرات الرئيسية
الجلوس (باستخدام آلة شد الساق المتغير)؛ أو لكل رجل على حده (ساق واحدة في وقت واحد).

#### انتزاع أو الخطف
وخطف هو واحد من اثنين من الأحداث الجارية لرفع الأثقال الأولمبية (الآخر في رفعة النطر). جوهر الحدث هو رفع الحديد من منصة لحملها في حركة مقفلة اليدين في حركة مستمرة على نحو سلس. يتم سحب الحديد عاليا مثل المصعد (عادة في منتصف الارتفاع الصدر) (الانسحاب) وعند هذه النقطة من يتم قلب الحديد في حركة دائرية فوق الرأس. مع أوزان خفيفة نسبيا (كما هو الحال في «انتزاع») قفل الأيدي قد لا تتطلب إعادة حني الركبتين. لكن، وكما أنجز في المسابقات، والوزن هو دائما ثقيل بما يكفي للمطالبة بأن الرافع تلقى شريط شد الظهر في وضع القرفصاء، بينما في نفس الوقت التقليب في الوزن لذا فهي تتحرك في قوس مباشرة حتى غلق اليدين (الانخفاض السريع). وعندما يكون الرافع آمن في هذا الموقف، يقوم بالرفع (حركة شبة دائرية)، واستكمال رفع.

### التشعب

#### وقفة رفع الساق

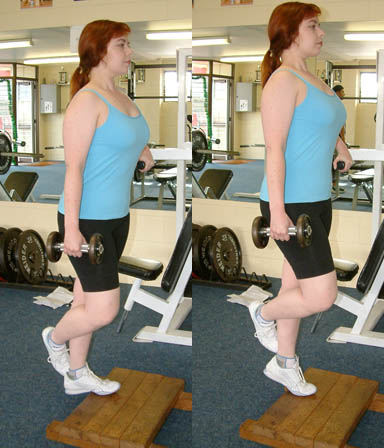
دمبل يقف مع رفع الساق.

وقفة رفع الساق هي التي تؤدي إلى إثناء القدمين لرفع الجسم. إذا كان الوزن يتم استخدامه، فإنه يقع على عاتق الكتفين، أو على اليدين. هذا هو ممارسة العزل للتشعب، وتقوم بتقسيمالعضلات soleus.
الأدوات المستخدمة
وزن الجسم، الدمبل، الحديد، أو آلة سميث أو آلة رفع الساق.
التغيرات الرئيسية
ساق واحدة (والأخرى الذي ترفع بعيدا عن الأرض)؛ رفع الساق (الانحناء مع الوزن على أسفل الظهر).

#### جلسة رفع الساق

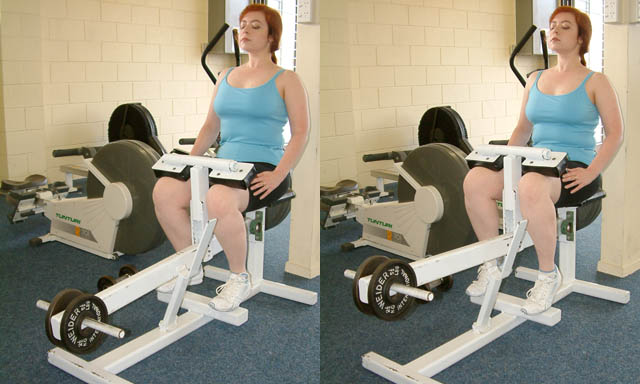
العجل يجلس رفع الجهاز

ورفع الساق تتم عن طريق الثناء على القدمين لرفع الوزن الذي يحمل على الركبتين. هذا هو ممارسة العزل لهذا القسم، وعلى وجه الخصوص يؤكد على العضلات soleus.
الأدوات المستخدمة
الحديد وآلة رفع الساق، كما يمكن القيام به على آلة ضغط الساق.

### الوركين

#### اختطاف الورك
اختطاف الورك ممارسة تتم عن طريق فتح الساقين أثناء الجلوس، مما يدفع بمنصات الآلة بالاستراحة على السطح الخارجي للوركين على حده. هذا هي ممارسة التدريبات لعضلات الفخذ حلى حده. ليس من العادة الضرورية لممارسة عضلات الفخذ الخاطف على حده، كما هي الحال في استخدامها أثناء التمارين مثل القرفصاء واندفاع.
الأدوات المستخدمة
اختطاف الورك وآلة التقريب.

#### تقريب الورك
تقريب الورك ممارسة تتم عن طريق إغلاق الساقين أثناء الجلوس، مما يدفع منصات الآلة بالاستراحة على الفخذ من الداخل الورك في آن واحد. هذا هو ممارسة النمرين لعضلات الفخذ على حده، وعموما هو ضروري فقط للأشخاص الذين يمارسون الرياضة وللذين يفرطون في استخدام هذه العضلات.
الأدوات المستخدمة
اختطاف الورك وآلة التقريب.

## الأجزاء العلوية من الجسم

### Pectorals(الصدر)
- في مقعد الضغط يتم التنفيذ عن طريق التمدد على الوجه، ويتم عن طريق دفع الوزن بعيدا عن الصدر. هذا هو ممارسة التمرين المركب الذي يشمل أيضا ثلاثية الرؤوس وعضلات داليه الجبهة، وكذلك المجندين العلوي والسفلي لعضلات الظهر.
  - المعدات: الدمبل، الحديد، آلة سميث أو مقعد الضغط.
  - المتغيرات الرئيسية: الانحدار ~ (مزيد من التركيز على الصدر العلوي)، وانخفاض ~ (مزيد من التركيز على الصدر السفلي)، والقبضة الضيقة ~ (مزيد من التركيز على ثلاثية الرؤوس)، دفع الجسم لأعلى (وجهه لأسفل باستخدام وزن الجسم)، الضغط على الرقبة (مع شريط حول عنقه، لعزل الصدر)، والركود الرأسي (باستخدام قضبان تراجع مواز) أو الانخفاضات الأفقي (باستخدام مقعدين طويلين مع اليدين بالقرب من على مقاعد البدلاء والقدمين على مقعد البدلاء، وإسقاط الأرداف الدفع.)

- وتطير الصدر تنفذ عن طريق التمدد ويكون الوجه لأعلى ومن ثم الوقوف، مع اليدين رافعتان الأوزان، من خلال جلب اليدين معا فوق الصدر. هذه هي ممارسة لمجمع الأرداف. عضلات أخرى عملت تشمل عضلات داليه، ثلاثية الرؤوس، والساعد.
  - المعدات: الدمبل، آلة الكابل أو آلة «سطح بيتش».
  - المتغيرات الرئيسية: انحدر ~ (مزيد من التركيز على الصدر العلوي)، وانخفاض ~ (مزيد من التركيز على الصدر السفلي)، الكابل كروس.

### لاتس(أسفل الظهر)
- والمنسدلة تتم أثناء الجلوس عن طريق سحب شريط واسع عن طريق اليدين وخفضها نحو أعلى الصدر أو خلف الرقبة. هذا هو ممارسة التمرين المركب الذي ينطوي أيضا على العضلة ذات الرأسين والساعدين، وخلفية عضلات داليه.
  - المعدات: آلة الكابل أو جهاز المنسدلة.
  - المتغيرات الرئيسية: الذقن المتابعة أو الدفع (باستخدام وزن الجسم بينما يتدلى من شريط عالي)، القبضة ~ (مزيد من التركيز على انخفاض لاتس)، عكس القبضة~ (مزيد من التركيز على العضلة ذات الرأسين).
- السحب المتتابع يتم عن طريق التعلق فوق الشريط أو قضيب حديدي، ويكون عن طريق سحب الجسم فوق القضيب مع توجه الرأس لأعلى. والسحب هو ممارسة التمرين المركب الذي ينطوي أيضا على العضلة ذات الرأسين والساعدين، وخلف عضلات داليه. وعملية الرفع (راحة اليد التي تواجه إلى الوراء فوق القضيب) يضع المزيد من التركيز على العضلة ذات الرأسين وقبضة الرفع يضع المزيد من التركيز على لاتس (lats). كما أن المبتدئين في هذه العملية غالبا ما يكون غير قادر على رفع الجسم ذاتيا، آلة السحب المتتابع يمكن استخدامها مع الموازنة لمساعدته في الصعود.
  - المعدات: قضيب الرفع أو جهاز الرفع المتتابع.

- رفع الحديد على التوالي، يتم عن طريق الميل أكثر على المقعد، ومسك الوزن المتدلي من يد واحدة أو كلتا اليدين، وذلك رفعه نحو البطن. هذا هو ممارسة التمرين المركب الذي ينطوي أيضا على العضلة ذات الرأسين والساعدين، والكتفين، وخلف عضلات داليه. الجذع هو معتمد على بعض المتغيرات في هذا التمرين، الذي يحتاج إلى الأحزمة تستخدم للمساعدة في دعم أسفل الظهر.
  - المعدات: الدمبل، الحديد، آلة سميث أو جهاز شريط تي.
  - المتغيرات الرئيسية: صف الكابل (باستخدام جهاز الكابل أثناء الجلوس).

### عضلات داليه(الكتفين)
- الصف المستقيم يتم بينما يكون الجسم واقفا، ومسك الوزن المتدلي من اليد، ويتم التمرين عن طريق رفع الوزن على التوالي ليصل إلى الترقوة. هذا هو ممارسة التمرين المركب الذي ينطوي أيضا على شبه الانحراف، وأعلى الظهر والذراعين وثلاثية الرؤوس، والعضلة ذات الرأسين.
  - المعدات: الدمبل، الحديد، آلة سميث أو جهاز الكابل.

- الضغط على الكتف تتم أثناء الجلوس، أو الوقوف عن طريق خفض وزن فوق الرأس ثم خفضه إلى أسفل الكتفين، ثم رفعه مرة أخرى. ويمكن أداؤها مع كلتا اليدين، أو ذراع واحدة في وقت واحد. هذا هو ممارسة التمرين المركب الذي ينطوي أيضا على شبه الانحراف وثلاثية الرؤوس.
- الضغط العسكري مشابه للضغط على الكتف ولكن يتم تنفيذها أثناء الوقوف مع القدمين معا. (ويدعى «العسكرية» بسبب التشابه في المظهر إلى «الانتباه في» الموقف المستخدم في معظم الجيوش) وخلافا للضغط في مقاعدهم على الكتف، والضغط العسكري يشترك فيها معظم عضلات القلب ومثبتات للحفاظ على هيئة جامدة ومستقيمة، وبالتالي فهو أكثر تمرين مركب فعالية.
  - المعدات: الدمبل، الأحزمة، الحديد، آلة سميث أو آلة ضغط الكتف.
  - المتغيرات الرئيسية: ضغط أرنولد (الدمبل ترفع في حين تناوب اليدين للخارج).

- الرفع الأفقي (أو طيران الكتف) يتم التنفيذ بينما يكون الجسم واقفا أو جالسا، مع الأيدي المتدلية حاملة الأوزان، عن طريق رفعها إلى الجانبين حتى أقل بقليل من مستوى الكتفين. وهناك اختلاف طفيف في الرفع يمكن أن يصيب عضلات داليه، في حين التحرك صعودا وبعدالة بدورة على يد قليلا إلى الأسفل، وحفظ الإصبع الأصغر أعلى من الإبهام. هذا هو ممارسة العزل لعضلات داليه. كما يعمل في الساعدين.
  - المعدات: الدمبل، آلة الكابل أو الجهاز الرفع الأفقي.
  - المتغيرات الرئيسية: الارتفاع الجانبي (رفع الأثقال إلى الجبهة، ينصب التركيز على عضلات داليه الأمامية)، الانحناء على الجانب الآخر - ~ (ينصب التركيز على القسم الخلفي من عضلات داليه).

### عضلة ثلاثية الرؤوس(خلف اليدين)
- الضغط لأسفل يتم خلال الوقوف عن طريق سحب الشريط لأسفل على مستوى أو أعلى الصدر. ومن المهم الحفاظ على المرفقين في مستوى الكتفين، وفي صف الكتف / الساقين. وبعبارة أخرى، ينبغي أن لا يتغير موقف المرفقين أثناء تحريك الساعد ودفع الشريط أو القضيب. هذا هو ممارسة العزلة للعضلة ثلاثية الرؤوس أو خلف اليدين.
- المعدات: آلة الكابل أو جهاز المنسدلة.

- وتمديد عضلة ثلاثية الرؤوس تتم بينما يكون الجسم واقفا أو جالسا، عن طريق خفض وزن المحمول فوق رأسه (الحفاظ على أعلى الذراعين بدون حراك)، ومن ثم رفعه مرة أخرى. ويمكن أداؤها مع كل من كلتا اليدين، أو ذراع واحدة في وقت واحد. هذا هو ممارسة العزلة لثلاثية الرؤوس. وتسمى أيضا حركة التجعيد الفرنسية.
  - المعدات : الدمبل، والحديد وآلة الكابلات أو جهاز الإرشاد ثلاثية الرؤوس.
  - المتغيرات الرئيسية: التمدد~ (التمدد المواجه مع الأوزان فوق وجهه)، الحركة الخلفية (الانحناء بالتوازي مع أعلى الذراع إلى الجذع).

### العضلة ذات الرأسين(عضلة اليد الأمامية)
- وحركة اليد الأمامية تتم بينما يكون الجسم واقفا أو جالسا، مع الأيدي المتدلية قابضة على الأوزان (راحة اليدين موجهه للأمام)، عن طريق السحب وصولا للكتفين. ويمكن أداؤها مع كلتا اليدين، أو ذراع واحدة في وقت واحد. للتضخم الأقصى يكون عن طريق 3 مجموعات، ممثلين من 10 حركات ودقيقتين بين كل مجموعة

## الخصر

### البطن أو الخصر(الأساسية)
نمرين العضلة الرئيسية في البطن
- وتتم عن طريق التمدد على الأرض مع ثني الركبتين، وسحب الكتفين باتجاه الحوض. هذا هو ممارسة العزلة لعضلة البطن أو الخصر.
  - المعدات : وزن الجسم، أو آلة الدمبل.
  - المتغيرات الرئيسية : الانعكاس (سحب الحوض نحو الكتفين)، أو التواء الجانب (رفع كتف واحد في وقت واحد؛ يتم التركيز على

العضلة المنحرفة)،
الكابل (الهبوط على جهاز الكابل بينما يكون الجسم في حالة الركوع)،
والجلوس المرتفع (الصدر حين يلمس الركبتين)،
و حركة التمدد الرأسية (دعم الرجلين وسحب الركبتين إلى الصدر وحفظ الساقين
بثبات على التوالي، وسحب الساقين حتى 90 درجة). حركة التعلق العكسية (باستخدام أحذية الجاذبية أو الرافعات لخفض الرأس إلى أسفل حتى يصل
إلى 90 أو 180 درجة)
- و رفع الساق يتم عندما يكون جالسا على مقعد البدلاء أو التمدد على الأرض ويكون عن طريق رفع الركبتين نحو الكتفين، أو الساقين إلى الوضع العمودي في وضع مستقيم. هذا هو ممارسة التمرين المركب الذي ينطوي أيضا على العضلات القابضة في الفخذ.
  - المعدات : وزن الجسم أو الدمبل.
  - المتغيرات الرئيسية : التعلق (يتدلى من شريط عالي)، الحركة الجانبية (

الاستلقاء على الجانب)، وحركة رفع الركبة (مستلقيا على الظهر، رفع الركبتين إلى الصدر).

### أسفل الظهر

#### التمدد التوسعي

إلى التمديد على كرسي الغرفة

والتمديد مرة أخرى يتم تنفيذها في حين الاستلقاء على البطن على مقعد وخفض الجزء العلوي من الجسم (أعلى الصدر والوجه) بشكل زاوية، بحيث يتم دعم والوركين في المضمون، وعن طريق الانحناء في الوسط ومن ثم استقامة مرة أخرى. هذا هو ممارسة التمرين المركب الذي ينطوي أيضا على غلوتيس.
الأدوات
وزن الجسم، الدمبل أو الآلة.
المتغيرات الرئيسية
بدون استخدام المقاعد (مستلقيا على البطن على الأرض).

#### ديد لفت (Deadlift)
وديد لفت (Deadlift) هو ممارسة تمرين مركب فعال جدا لتعزيز أسفل الظهر، ولكن أيضا العديد من التدريبات للعضلات الرئيسية الأخرى، بما في ذلك الكواد، وأوتار الركبة عبدومينالس (abdominals). وهو ممارسة صعبة وغير مناسبة للمبتدئين، وكما يمكن أن تسبب إصابات خطيرة.
وديد لفت (Deadlift) يتم تنفيذها من خلال انتهاز وزن ساكن على الأرض، مع الحفاظ على الظهر مستقيم جدا والنظر لأعلى ويتم الوقوف من خلال أو استخدام عضلات الظهر (الابتدائي عضلات أسفل الظهر). وعندما يقام بشكل صحيح في استخدام اليدين في الديد لفت (Deadlift) واليدين التي تقوم بربط الوزن بالجسم، والجهاز العضلي لليدين لا ينبغي أن تستخدم لرفع الوزن. ليس هناك حركة أكثر أساسية في الحياة اليومية من رفع الوزن من الأرض، ولهذا السبب تركز على تحسين واحد في الديد لفت (Deadlift) سيساعد على منع وقوع إصابات في الظهر.

#### تمرين الصباح
تمرين الصباح هوعبارة عن تدريبات الوزن عن طريق استخدام الحديد أو الدمبل تمسك في كلتا اليدين وترفع إلى الأكتاف، وخلف الرأس. يكون عن طريق انحناء الشخص إلى الأمام وتقوس في الوركين ومن ثم يرجع إلى الاستقامة. تمرين الصباح سمي بسبب أن الحركة تشبه الركوع لتحية شخص من. وتنطوي على أوتار الركبة ولكنها تستخدم في المقام الأول إلى تعزيز أسفل الظهر؛ ودرجة ثني الركبة سوف يغير التركيز—تقريبا على التوالي التي تدب في أوتار الركبة والتي تنطوي على أكثر من غيرها.

## الروابط الخارجية
- العضلات دليل على الممارسة exrx.net